# Eduard Friedrich Hugo Heusch
Eduard Frederic Hug Heusch (nascut el 13 de gener de 1865 a Aquisgrà i difunt el 7 de maig de 1937 a Bad Reichenhall, també conegut com a Eduardo Heusch) pertanyia a la branca principal de la familia Hoesch/Heusch de la ciutat d'Aquisgrà (Aachen en alemany)

## Biografia
Eduard Heusch va néixer el 1865, fill de Ludwig August Hugo Heusch (1836-1908) i Klara Maria Heusch (nom de soltera Schmal; 1847-1879). Va tenir dos germans i tres germanes. Juntament amb el seu germà Karl Hugo Heusch (1867-1945), va dirigir a Aquisgrà l'empresa Hugo Heusch & co.  i amb el seu fill des de 1908 varen dedicar-se a la fabricació de productes tèxtils. A finals del segle xix Eduard Heusch va marxar a París (França) on es va casar, el 1887, amb Camille Pommereau (1868-1934), la seva primera esposa. El matrimoni va tenir dos fills, Edouard Camille Heusch (1889-1961) i Maurice Fernando Heusch (1890-1963). A París va crear l'empresa Société des perles des Indes E. Heusch & Co, amb la producció artificial de perles. Eduard Heusch va desenvolupar un procediment, patentat internacionalment l'any 1890. La producció tèxtil a França va ser abandonada posteriorment.
Eduard i Karl Heusch varen fundar a Barcelona a principis del segle XX una empresa de nom, La Metalúrgica Española S. A. (LME), fabricant d'agulles de cosir, imperdibles, fermalls, didals, cremalleres, pinces pels cabells, calçat de treball i altres articles, sota diferents noms comercials com Reina Victoria i El Drac, entre d'altres. Més tard va quedar la fàbrica a Espanya en possessió exclusiva d'Eduard Heusch, mentre que Karl Heusch va portar l'empresa Hugo Heusch & co. a Alemanya. El 1902 Eduard Heusch va instal·lar a Manacor la fàbrica Indústria Espanyola de Perlas Imitación S. A., fabricant perles d'imitació, la seu de la qual era a Barcelona. Per establir una comunicació per ràdio entre la fàbrica a Mallorca i l'oficina central a Barcelona Heusch va fer instal·lar emissors/receptors que varen resultar inútils degut al monopoli que l'Estat va establir per les radiocomunicacions, que en aquella data va anar a mans de l'empresa Telefónica Nacional de España S.A. Posteriorment, l'empresa va ser transferida als fills del fundador, després de la seva mort, canviant-li el nom a Perlas Majorica S. A.
L'empresa La metalúrgica Española S. A. va crear una societat i va instal·lar una emissora de ràdio per comunicar-se a la fàbrica (a Mallorca), amb les oficines i la seu a Barcelona. Quan el govern espanyol va lliurar es telecomunicacions com a monopoli a l'empresa Compañia Telefónica Nacional de España, Heusch va haver de canviar l'objectiu de l'equipament radioelèctric d'emissió i recepció i va decidir d'entrar en el negoci de la radiodifusió, creant una emissora comercial en quant va rebre la llicència concedida pel Ministeri de Comunicacions resident a Madrid. Aquesta emissora va tenir el nom de Ràdio Catalana, amb l'indicatiu EAJ-13, i va ser activa des de la seva fundació l'any 1925 fins a l'extinció, l'any 1930.
Eduard Heusch i la seva família varen residir a Barcelona, al barri de la Bonanova, en una propietat del tipus com l'erigit al Gran Parc de Versailles, a Paris, conegut com a Petit Trianon. A l'esclat de la guerra civil espanyola, el 1936, Eduard Heusch va tornar a Alemanya amb els seus fills més petits, Consuelo Manuela Heusch (1927-1979) i Alberto Carlos Heusch (1932-2007). Del segon matrimoni, amb Louise Bernard (1881-1918), no hi va haver fills. Del tercer matrimoni, amb Antònia Fernández (1898-1987), varen néixer dos nens que moriren en edat infantil: Carlos Heusch (1924-1935) i Hugo Heusch (1925-1931). Eduard Heusch va morir l'any 1937 a Bad Reichenhall.

## Empreses
- Société des perles des Indes E. Heusch & Co, París (França)
- La Metalúrgica Española S. A. (LME), Barcelona (Espanya)
- Indústria Española de Perlas Imitación S. A., Manacor (Espanya)
- Sociedad Radio Catalana S.A., Barcelona (Espanya)